# اکسترا ئی‌ای-۵۰۰
اکسترا ئی‌ای-۵۰۰ (به انگلیسی: Extra_EA-500) یک هواگرد ملخ‌پیشین تک‌موتوره از نوع شش سرنشینه ترابری ساخت شرکت Extra Aircraft است. هواگرد اکسترا ئی‌ای-۵۰۰ نخستین پروازش را در ۲۶ آوریل ۲۰۰۲ میلادی انجام داد.